# Florence Pellerin
Florence Pellerin (* um 1660; † wohl vor 26. Juli 1716) war eine französische Balletttänzerin und Kurtisane. Sie war 1696–1699 die Mätresse von Philippe II., Herzog von Orléans, der später, während der Minderjährigkeit des französischen Königs Ludwig XV. 1715–1723 Regent von Frankreich war.
Florence Pellerin war die Tochter eines Cabaretiers aus dem Faubourg Saint-Germain. Sie wurde unter dem Künstlernamen Mademoiselle Florence beim Ballett der Pariser Oper engagiert. Sie wurde als schön beschrieben, galt aber nicht als besonders intelligent oder unterhaltsam, und der Herzog wurde ihrer schließlich überdrüssig. Er verließ sie für Charlotte Desmares (1682–1753).
Danach wurde sie die offizielle Favoritin von Louis II. de Rohan-Chabot (1679–1738), dem Sohn von Louis de Rohan-Chabot, Herzog von Rohan (1652–1727), der ein Vermögen für sie ausgab und mehrere Kinder mit ihr hatte. Durch diese offen geführte Beziehung löste er einen Skandal aus, der den König veranlasste, sie mit einem Lettre de cachet in ein Kloster einsperren zu lassen, wo sie vermutlich vor dem 26. Juli 1706 starb.

## Nachkommen
Mit Philippe II, Herzog von Orléans:
- Louis Charles de Saint-Albin, (* 5. April 1698 in Paris; † 9./10. April 1764 ebenda), legitimiert 1706, genannt Abbé d'Orléans, 1721–1723 Bischof und Herzog von Laon, Pair de France, 1723–1764 Erzbischof und Herzog von Cambrai, Reichsfürst, bestattet in Saint-Sulpice de Paris.

Mit Louis II. de Rohan-Chabot:
- mehrere Kinder, darunter eine Tochter (* Juli 1708), Nonne zu Saint-Mandé